# HV71
HV71 er en svensk professionel ishockeyklub fra Jönköping / Huskvarna der pr. 2006 spiller i den bedste svenske række, elitserien. Klubben spiller sine hjemmekampe i Kinnarps arena i Jönköping som har plads til 7038 tilskuere. Klubben har vundet det svenske mesterskab 5 gange, i 1995, 2004, 2008, 2010 og 2017.[kilde mangler]

## Historie
HV71 blev, som navnet antyder, dannet i 1971 da to mindre klubber, Husqvarna IF og Vätterstads IK fusionerede. Klubben var første gang i elitserien i sæsonen 1979-80, men røg ud efter kun én sæson. I sæsonen 1985-86 var man tilbage i elitserien, denne gang for at blive.
Klubben tog sit første svenske mesterskab i sæsonen 1994-95. Dette skete efter at man kom med i slutspillet på absolut yderste mandat med en 8. plads i grundspillet. Man er således den eneste klub der har præsteret at blive svenske mestre efter at have sluttet grundspillet på den sidste slutspilsplads. Helt anderledes var det da klubben vandt sit andet svenske mesterskab i sæsonen 2003-04. Her havde man vundet grundspillet og slog sidenhen Färjestad i finalen.

## Danske spillere
- Kim Staal (2008-2010)
- Markus Lauridsen (2018-2020)
- Mikkel Bødker (2022-2023)
- Oscar Fisker Mølgaard (2022-)

## 'Fredede' numre
- Nr 1 Stefan Liv
- Nr 7 Per Gustafsson
- Nr 10 Martin Thörnberg
- Nr 14 Fredrik Stillman
- Nr 15 Stefan Örnskog
- Nr 22 David Petrasek
- Nr 76 Johan Davidsson